# Alina Aníssimova
Alina Aníssimova (Bixkek, Kirguizstan, 1999) és una estudiant de programació que lidera el programa espacial per a noies del Kirguizstan.
Aníssimova va començar a introduir-se en el món de la informàtica als 6 anys, quan li van regalar el seu primer ordinador. Després d'haver-lo desmuntat i remuntat va apuntar-se a l'escola politècnica, on va començar a aprendre programació. Durant aquest procés va rebre el suport de la seva àvia, una enginyera hidràulica que havia participat en el programa espacial soviètic, que li resolia els dubtes sobre matemàtiques i àlgebra.
La primavera de 2018 el portal «Kloop.kg» va posar en marxa un programa espacial per a noies al Kirguizstan i la va contractar per ser-ne una de les formadores. Actualment, el seu equip està treballant per enviar un satèl·lit a l'espai l'any 2020, fet que representaria el primer llançament en aquest país.
La BBC la va escollir com una de les 100 dones més influents de 2018 a escala mundial.